# Sewall's Point
Sewall's Point és una població dels Estats Units a l'estat de Florida. Segons el cens del 2000 tenia 1.946 habitants.

## Demografia
Segons el cens del 2000, Sewall's Point tenia 1.946 habitants, 758 habitatges, i 607 famílies. La densitat de població era de 610,9 habitants/km².
Dels 758 habitatges en un 33,4% hi vivien nens de menys de 18 anys, en un 73,4% hi vivien parelles casades, en un 4,4% dones solteres, i en un 19,8% no eren unitats familiars. En el 15,3% dels habitatges hi vivien persones soles el 6,5% de les quals corresponia a persones de 65 anys o més que vivien soles. El nombre mitjà de persones vivint en cada habitatge era de 2,57 i el nombre mitjà de persones que vivien en cada família era de 2,85.
Per edats la població es repartia de la següent manera: un 24,6% tenia menys de 18 anys, un 2,9% entre 18 i 24, un 19,9% entre 25 i 44, un 33% de 45 a 60 i un 19,7% 65 anys o més.
L'edat mediana era de 47 anys. Per cada 100 dones de 18 o més anys hi havia 96,8 homes.
La renda mediana per habitatge era de 97.517 $ i la renda mediana per família de 104.893 $. Els homes tenien una renda mediana de 82.748 $ mentre que les dones 32.500 $. La renda per capita de la població era de 55.121 $. Entorn del 4,6% de les famílies i el 4,3% de la població estaven per davall del llindar de pobresa.

## Poblacions més properes
El següent diagrama mostra les poblacions més properes.